# Francia Libre
El Gobierno de la Francia Libre (del francés: Gouvernement de la France Libre), o simplemente Francia Libre, es el nombre dado al gobierno en el exilio francés fundado por Charles de Gaulle en 1940, y que tenía su capital en el exilio en Londres.
A partir del 13 de julio de 1942, la Francia Libre pasó a ser denominada Gobierno de la Francia Combatiente (Gouvernement de la France Combattante), o simplemente Francia Combatiente, por el Comité Nacional Francés, presidido por el general De Gaulle. Esta nueva denominación marcó el inicio de una etapa en la que «los grupos que en el interior del país participaban activamente en la resistencia» se unieron con la Francia Libre, reconociendo oficialmente su autoridad.
Fue la entidad política y militar que se involucró en la guerra contra la Alemania nazi y la Italia fascista. Como parte de las fuerzas aliadas, logró asegurar las colonias francesas de ultramar, empleó parte de su flota y la Legión Extranjera en operaciones militares contra el Eje, y reorganizó todas las fuerzas armadas francesas bajo la Cruz de Lorena para obtener la victoria y liberar a Francia. Además, en el frente interno, unificó a la resistencia francesa.
La fundación de la Francia libre tuvo lugar el 18 de junio de 1940, fecha en que el general Charles de Gaulle dirige el llamamiento a los franceses desde la BBC de Londres para continuar combatiendo al enemigo bajo la promesa de la victoria final y la liberación de Francia, tanto del Gobierno de Vichy (en ese momento en proceso de formación) como del invasor alemán.

## La derrota de Francia
Durante la Primera Guerra Mundial, donde adquirió el grado de capitán, Charles de Gaulle se percató de la importancia que adquirirían las unidades motorizadas en las confrontaciones bélicas subsecuentes. Sin embargo, durante el periodo de entreguerras los gobiernos franceses desdeñaron a este tipo de equipamiento militar, razón por la cual de Gaulle insistió ante sus superiores en que se formaran estas unidades previendo un próximo conflicto con Alemania. Finalmente y ya en los prolegómenos de la invasión alemana, conocida como la Batalla de Francia, logró que se formaran algunas unidades totalmente motorizadas, las cuales fueron puestas bajo su mando. No obstante, este logro le atrajo gran animosidad en su contra por otros militares y funcionarios civiles de la Tercera República Francesa. Las unidades mecanizadas tuvieron un desempeño sobresaliente durante la invasión alemana del territorio francés y retrasaron el avance germano, dándole a de Gaulle un gran prestigio.
Tanto los altos mandos franceses como los ingleses creyeron que el enfrentamiento militar con Alemania sería a partir de las mismas estrategias y con las mismas armas que se utilizaron en la Primera Guerra Mundial, lo cual resultó un cálculo falso, ya que Alemania empleó una fuerza altamente mecanizada tanto en el mar como en tierra y aire, mientras que los aliados franco-ingleses se prepararon para una reedición de la guerra de trincheras; en este sentido el baluarte fue la fallida Línea Maginot.
El despliegue militar alemán fue contundente al invadir a Francia y originó entre los militares y políticos franceses una serie de medidas que condujeron al armisticio entre Francia y Alemania, con la consecuente humillación para la primera, que en ese momento era la segunda superpotencia europea, después de Inglaterra. De Gaulle empeñó todo su poder de persuasión para evitar el armisticio, que significaba la abolición de la República y de las instituciones democráticas y la pérdida de la soberanía del Estado francés. Para ello propuso el traslado al exilio del Gobierno legítimo a las colonias, en especial a Argelia, pero el ánimo derrotista favoreció la postura del General Philippe Pétain. 
El héroe de la Primera Guerra Mundial, quien abiertamente promovió la firma de la rendición condicionada a que Alemania reconociera a un gobierno francés autónomo, que resultó en el Gobierno de Vichy que se redujo al sur de Francia, en tanto que se reconoció y legitimó el dominio alemán de la costa atlántica del país, pasó a dirigir el régimen títere de Vichy. A pesar de lo anterior, el Gobierno de Vichy fue activo colaborador de las atrocidades nazis y se sometió a los dictados de Alemania. El armisticio se firmó el 22 de junio de 1940.

## Nace la Francia Libre
El 17 de junio de 1940, De Gaulle abandona Francia con una misión ante el alto mando británico pero, en el momento de abordar el avión con el cual viaja a Londres, los acontecimientos ya se habían precipitado en favor del armisticio. El último gobierno de la Tercera República, presidido por Paul Reynaud, se disponía a entregar el poder al general Philippe Pétain, que encabezaba al grupo de militares que pugnaban por un armisticio con Alemania. Al día siguiente, nada más llegar a Londres, De Gaulle solicita los micrófonos de la BBC para hacer un llamamiento a todos los franceses, animándolos a no rendirse.
Debe tomarse en cuenta que la Francia Libre fue creación personal del general De Gaulle, contra la frialdad británica y el derrotismo de sus propios compatriotas, por lo que es posible asumir que la Francia Libre nace en el momento en que De Gaulle decide formarla y dirigirla, lo cual ocurre el 18 de junio de 1940. Por otra parte, el patriotismo del general De Gaulle le hubiera impedido aceptar que la Francia Libre fuera una creación inglesa, como lo diría la propaganda del Gobierno de Vichy.
La Francia Libre adoptó por emblema la Cruz de Lorena.

### El llamamiento
El 18 de junio a las 6 de la tarde, el general De Gaulle pronunció desde la BBC de Londres el apasionado discurso que proclamó el nacimiento de la Francia Libre y es hasta hoy una de las piezas políticas fundamentales de esa nación.
El discurso discurre esencialmente en estos términos: 

Los jefes que, desde hace muchos años, están a la cabeza del Ejército francés, han formado un gobierno." "Este gobierno alegando la derrota de nuestro Ejército, se ha puesto en contacto con el enemigo para cesar la lucha." "Es cierto que hemos sido y seguimos estando sumergidos por la fuerza mecánica terrestre y aérea del enemigo." "Pero ¿se ha dicho la última palabra? ¿Debe perderse la esperanza? ¿Es definitiva la derrota? ¡NO!" "Créanme a mí que les hablo con conocimiento de causa y les digo que nada está perdido para Francia. Los mismos medios que nos han vencido pueden traer un día la victoria. ¡Porque Francia no está sola! ¡No está sola! Tiene un vasto imperio tras ella..." Esta guerra no está solo limitada al desdichado territorio de nuestro país. Esta guerra no ha quedado decidida por la batalla de Francia. Esta guerra es una guerra mundial. Todas las faltas, todos los retrasos, todos los padecimientos, no impiden que existan en el universo todos los medios para aplastar un día a nuestros enemigos. Fulminados por la fuerza mecánica, podremos vencer en el futuro por una fuerza mecánica superior: va en ello el destino del mundo." "Ocurra lo que ocurra, la llama de la resistencia francesa no debe apagarse y no se apagará.

## Organización de la Francia Libre

### Las Fuerzas Francesas Libres (FFL)
Las fuerzas de la Francia Libre se conforman a partir de la respuesta al llamamiento del general De Gaulle de los franceses que optan por seguir luchando contra la Alemania nazi al lado de los aliados británicos. En un primer tiempo las adhesiones son individuales: oficiales, soldados o simples ciudadanos se unen a De Gaulle. El 28 de junio de 1940, el primer ministro británico Winston Churchill reconoce a Charles de Gaulle como «jefe de los franceses que prosiguen con la guerra».
A principios del verano de 1940, numerosos militares franceses se encuentran en Reino Unido después de haber sido evacuados tras la batalla de Dunkerque o procediendo del cuerpo expedicionario de Noruega, pero pocos se unieron con la Francia Libre. La mayoría optaron por ser repatriados a Francia.
Las fuerzas armadas que paulatinamente se unieron con la Francia Libre recibieron el nombre de Fuerzas Francesas Libres (FFL). El 1 de julio de 1940 se crea una primera legión terrestre con 1300 miembros del cuerpo expedicionario de Noruega y adhesiones espontáneas: el 15 de agosto cuenta con 2721 hombres, entre ellos 123 oficiales. En el marco de las FFL, se crean también las Forces aériennes françaises libres (Fuerzas aéreas Francesas Libres, FAFL), que cuentan con unos 300 aviadores en Gran Bretaña y un centenar el Oriente Medio a finales de 1940, y las Forces navales françaises libres (Fuerzas Navales Francesas Libres, FNFL) que desde el 15 de julio cuentan con 882 hombres entre los cuales hay 30 oficiales en activo. El almirante Émile Muselier es nombrado comandante de las fuerzas navales y comandante provisional de las fuerzas aéreas.
Por otra parte, el 1 de julio de 1940 De Gaulle crea una auténtica red de espionaje y de sabotaje, el Bureau central de renseignements et d'action (BCRA), que, a las órdenes del coronel Passy, establece en seguida redes clandestinas en el territorio de Francia.

### Establecimiento de una autoridad gubernamental
El 7 de agosto de 1940, por un acuerdo firmado con De Gaulle, el Reino Unido se compromete a salvaguardar la integridad de todas las posesiones francesas y a restaurar íntegramente la independencia de Francia. El gobierno británico se comprometió además a sufragar los costos de mantenimiento de la Francia Libre, pero De Gaulle insistió para que esas cantidades fuesen adelantos reembolsables al final de la guerra, y no simples donaciones de fondos, que pudieran haber hecho surgir dudas sobre la independencia de su organización. Tales sumas de dinero fueron efectivamente pagadas por el gobierno francés antes de finalizar la guerra. 
De hecho, el alquiler de los buques mercantes franceses a los servicios británicos, los ingresos de la flota pesquera que faenaba frente a las costas del País de Gales, y la venta de los bienes producidos en los territorios coloniales que se aliaron con la Francia Libre, permitieron alimentar las cajas de la organización de la Francia Libre. De Gaulle siempre fue muy estricto sobre estas cuestiones de principios, e inclusive no ocultó su pública disconformidad con algunas decisiones del gobierno británico, en tanto era consciente de que la propaganda de la Francia de Vichy (dirigida por agentes de la Gestapo) trataba de mostrar a De Gaulle y sus seguidores como vulgares aventureros al servicio de los intereses del Reino Unido.
El general De Gaulle crea rápidamente unas instituciones que demuestren que la Francia Libre no dependería únicamente de su poder personal. Con René Cassin, De Gaulle establece las bases jurídicas de su gobierno en un boletín oficial, el Bulletin officiel des Forces françaises libres, que se publica por primera vez el 15 de agosto de 1940, aclarando la «provisionalidad» de su administración hasta que Francia quede libre de ocupación enemiga. A partir de enero de 1941, el Journal officiel de la France libre publicó mensualmente en Londres las leyes y decretos que definían la organización de la Francia Libre.

### Ocupación delImperio Colonial Francés

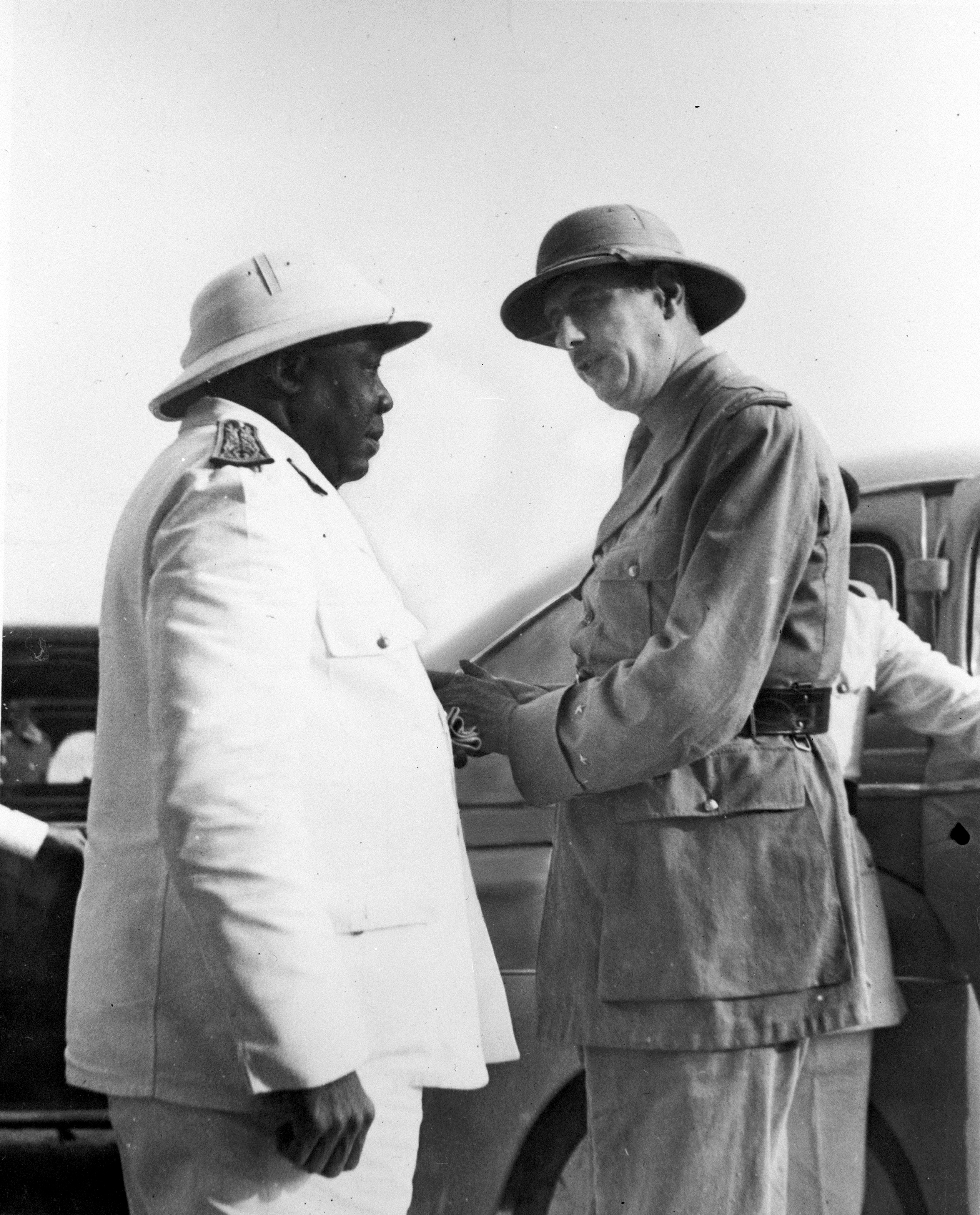
Félix Éboué, gobernador del África Ecuatorial Francesa, da la bienvenida a Charles de Gaulle en 1940.

A diferencia de los demás países vencidos por Alemania, Francia conservaba un muy vasto imperio colonial en los restantes cuatro continentes en la fecha del armisticio con el Tercer Reich y desde los primeros momentos De Gaulle advirtió que el esfuerzo de guerra de la Francia Libre debería ganar la adhesión de los territorios coloniales que eran todavía inaccesibles a la ocupación alemana. No obstante, este plan se dificultó en los primeros momentos cuando todos los territorios coloniales cercanos a la metrópoli (en concreto, las colonias del Norte de África y Oriente Medio) manifestaban su obediencia al régimen de Vichy al ser el único "gobierno" francés con autoridad sobre la Francia metropolitana.
La base territorial de la Francia Libre en sus inicios debió apoyarse entonces en la "adhesión al movimiento" de otros territorios coloniales, aunque estos eran los más alejados del teatro europeo de la guerra (y por ello los menos decisivos). Así, los establecimientos franceses en la India fueron los primeros en unirse, en julio de 1940, seguidos de las Nuevas Hébridas, la Polinesia Francesa y Nueva Caledonia. Félix Éboué, gobernador del Chad, se unió a la Francia Libre el 26 de agosto de 1940. Las pocas colonias francesas así adheridas, no obstante, confieren a la Francia Libre una dimensión estatal y no solo militar, al existir territorios concretos sobre los cuales la Francia Libre podía ejercer autoridad efectiva. Sin embargo, el África Occidental Francesa se resiste y permanece en el bando del gobierno de Vichy tras el fracaso de la batalla de Dakar en agosto de 1940. 
Una rápida campaña militar de la Francia Libre, dirigida por el general Georges Catroux, ataca el África Ecuatorial Francesa a inicios de octubre de 1940 y en pocas semanas logra la adhesión de toda la colonia. Este golpe de mano extiende su influencia a la colonia francesa del Camerún, que también se une a la Francia Libre en noviembre de 1940. De Gaulle se traslada entonces a Brazzaville (actual República del Congo) donde crea, el 27 de octubre, el Conseil de défense de l'Empire (Consejo de Defensa del Imperio), el órgano de decisión de la Francia Libre, con la ventaja de establecer un núcleo de autoridad efectiva sobre una colonia francesa que da "base física" y geográfica a la Francia Libre.
Los primeros miembros del Conseil fueron el general Catroux, el vicealmirante Muselier, el general De Larminat, Félix Éboué (gobernador del Chad), el gobernador Sautot (de las Nuevas Hébridas), el general del servicio médico Cisé, René Cassin, y el capitán de navío d'Argenlieu, y el coronel Philippe Leclerc. En noviembre de 1940, tras la batalla del Gabón, este territorio pasa a formar parte de Francia Libre. 
El 16 de noviembre, De Gaulle publica en el Journal Officiel de la France libre, en Brazzaville (convertida en capital oficial de la Francia Libre, aunque la administración del movimiento aún se hallaba en Londres), una declaración oficial en la que impugna la constitucionalidad y la legitimidad del régimen de Vichy. El boletín oficial de la Francia Libre publicó a continuación una serie de ordenanzas y decretos que invalidaban las leyes de exclusión de Pétain, creando así una base legal sobre un territorio bajo control de los franceses libres, dotado de una administración civil y militar que reconocía como jefe a De Gaulle. 
Estas iniciativas irritaron a Winston Churchill, al que no agradaba la instauración de un nuevo poder francés que sobrepasaba ampliamente el marco inicial de una simple unión de voluntarios militares, siendo que en el Reino Unido aún había oposición a considerar a la Francia Libre como el gobierno legítimo de Francia en tanto ni De Gaulle ni sus seguidores tenían títulos formales para considerarse a sí mismos como un gobierno. Los gobiernos exiliados instalados en suelo británico (como los de Polonia, Checoslovaquia, Países Bajos, Bélgica, o Noruega) solían estar formados por individuos quienes, al momento de la invasión nazi, eran gobernantes efectivos de dichos países, situación que no sucedía con De Gaulle: este tenía apenas el mando de una división de tanques al momento de huir de los alemanes, ninguna autoridad del anterior Gobierno francés le había secundado, y el gobierno británico dudaba que en tales circunstancias De Gaulle y su Conseil pretendieran representar a unos cuarenta millones de franceses que jamás les habían elegido para cargo alguno.
Después de la adopción de la Carta del Atlántico por Churchill y Roosevelt, que proclamaba el derecho de autodeterminación de los pueblos, De Gaulle les tomó al pie de la letra y creó finalmente en Londres un verdadero "gobierno de la Francia Libre", integrando allí a jefes de la Resistencia Francesa que se habían logrado fugar al Reino Unido, incluyendo dirigentes de sindicatos, partidos políticos antinazis, y diversos gremios profesionales, presentando así un carácter más representativo de la sociedad francesa opuesta al nazismo. Este conjunto tomó el nombre de Comité national français (Comité Nacional Francés) y fue establecido el 24 de septiembre de 1941. De Gaulle reiteró entonces ante Churchill la "provisionalidad" de este Comité, admitió que se celebrarían elecciones cuando Francia fuera liberada, pero advertía que mientras tanto era imposible contar con las autoridades legítimas francesas, pues estas habían pactado la rendición ante el Tercer Reich y De Gaulle les negaba toda legitimidad con la frase "un jefe sometido al cautiverio del enemigo no tiene derecho de dar órdenes".

### Francia Combatiente
El 13 de julio de 1942, se adopta la denominación «Francia Combatiente» en lugar de «France Libre». Se define oficialmente como el «conjunto de los ciudadanos franceses independientemente de donde se encuentren y de todos los territorios franceses que se unen para colaborar con las Naciones Unidas en la guerra contra sus enemigos comunes». Esta nueva denominación dejaba claro la incorporación de la Resistencia interior a la Francia Libre, unidas en un mismo combate: la Francia Libre y la «Francia cautiva» fueron a partir de ese momento «los dos elementos constitutivos de una única Francia, a saber la Francia combatiente». En ese marco, todo lo que tenía que ver a la vez con la Francia Libre y la Resistencia interior cambió de nombre: el Diario Oficial de la Francia Libre se llamó Diario Oficial de la Francia Combatiente, los delegados de la Francia Libre pasaron a llamarse delegados del Comité Nacional Francés (CNF) y los membretes de la papelería oficial así como los sellos postales fueron remplazados según se iban agotando los anteriores. Sin embargo, todo lo que se refería sólo a la Francia Libre conservó su nombre inicial (Territorios Franceses Libres, Fuerzas Francesas Libres, Caja Central de Francia Libre y billetes bancarios).

### La fusión de 1943

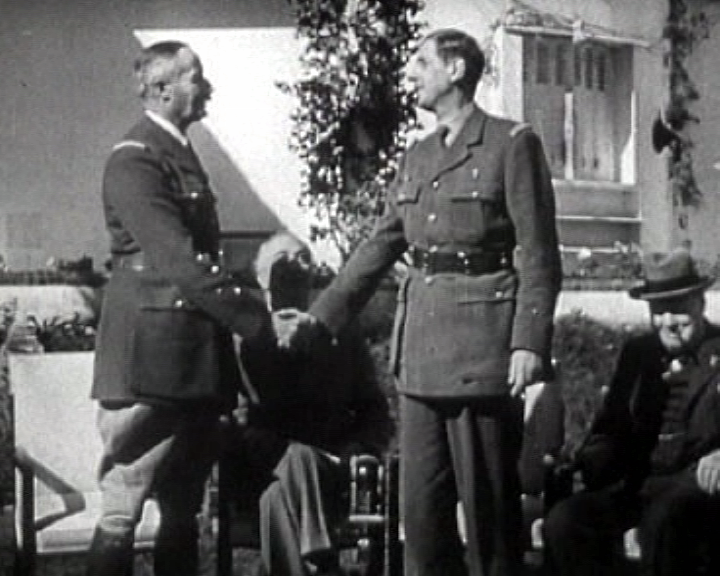
Los generales De Gaulle y Giraud se estrechan la mano delante de Roosevelt y Churchill, en la conferencia de Casablanca del 14 de enero de 1943.

Finalmente, el 3 de junio de 1943, el Comité national français (CNF) de Londres y el mando civil y militar de Argel, a las órdenes del general Giraud, se fusionaron para formar el Comité français de la Libération nationale (CFLN) (Comité Francés de la Liberación Nacional). Con sede en Argel, De Gaulle y Giraud asumieron conjuntamente su presidencia.
A partir del 1 de agosto de 1943, las tropas francesas del general Giraud del África del Norte (Marruecos, Argelia y Túnez) se fusionaron con las Fuerzas Francesas Libres para conformar el Armée française de la Libération (Ejército Francés de Liberación).
En el lenguaje común, los términos «Francia Libre» y «Fuerzas Francesas Libres» se emplean a menudo para referirse al mando político y a las fuerzas militares de Francia que lucharon al lado de los aliados hasta el final de la Segunda Guerra Mundial. La primera denominación dejó sin embargo de existir en 1942 y la segunda en 1943, y no existen pruebas documentales de la época que demuestren que se hayan seguido empleando oficialmente.